# Festival des 3 Continents
Le Festival des 3 Continents, créé en 1979 à Nantes par Philippe et Alain Jalladeau, est une manifestation consacrée aux cinématographies d'Asie, d'Afrique et d'Amérique latine qui se déroule chaque année à la fin de novembre.
Par son travail de défrichage sur des territoires très peu explorés, le festival a largement contribué à faire découvrir en Occident des pans méconnus de l'histoire du cinéma, et révélé de grands auteurs du passé et du présent comme Abbas Kiarostami, Hou Hsiao-hsien, Souleymane Cissé, Ritwik Ghatak ou Guru Dutt. 

## Histoire
Le Festival des 3 Continents est créé en 1979 par deux frères cinéphiles et voyageurs, Alain et Philippe Jalladeau, et son nom est inspiré par le festival de théâtre, le Festival des 2 Mondes qui se déroule à Spolète en Italie. À l'époque, la connaissance du cinéma non-occidental en Europe est encore très lacunaire et sa diffusion auprès du public fragmentaire et confidentielle. Le projet du festival, qui est de mettre en lumière des films et des documentaires d'Asie, d'Afrique et d'Amérique latine, obtient le soutien de la ville de Nantes. La programmation de la première édition, assurée par les Jalladeau, Claude Michel Cluny, Serge Daney et la journaliste Catherine Ruelle, fait découvrir le cinéma afro-américain en présence de cinéastes tels que Charles Burnett et Melvin Van Peebles, tandis que la compétition révèle d'emblée un cinéaste majeur, Souleymane Cissé, récompensé d'une Montgolfière d'or (le premier prix de la compétition) pour Baara. Pour cette première édition, 7 000 entrées sont enregistrées, c'est un succès.   
Au cours des années 80, chaque édition confirme davantage le rôle pionnier du festival. En 1980, on découvre à Nantes le cinéma du Kerala et de l’Inde du Sud (avec notamment Adoor Gopalakrishnan) et l’œuvre du Brésilien Nelson Pereira dos Santos. Une rétrospective consacrée au cinéma philippin contribue à la naissance de la Cinémathèque philippine, dans un pays où l'on ne conservait pratiquement rien. L'année suivante, le public toujours plus nombreux découvre, ébloui, les œuvres majeures de deux maîtres ignorés, Ritwik Ghatak et Guru Dutt. Le credo du festival est double : révéler des cinématographies ayant jusque-là échappé aux radars de la cinéphilie occidentale, et faire émerger les grands créateurs contemporains. Ainsi, en 1983 et 1984, un cinéaste taïwanais nommé Hou Hsiao-hsien reçoit coup sur coup deux Montgolfière d'or, contribuant ainsi à lancer la nouvelle vague taïwanaise. En 1988, un immense cinéaste inconnu hors de son pays fait ses premiers pas à Nantes, Abbas Kiarostami. Au fil des années, les festivals européens commencent à regarder à leur tour vers le Sud et attise la concurrence pour découvrir de nouveaux noms. Mais le Festival des 3 Continents poursuit son travail de défrichage avec ses rétrospectives et panoramas.  
En 2007, le contrat des frères Alain et Philippe Jalladeau, fondateurs et directeurs artistiques du festival, n'est pas renouvelé par le conseil d'administration. Celui-ci, jugeant le festival qui devait faire face à des activités de plus en plus nombreuses devait éviter la dispersion, en faisant appel à une seule personne qui puisse avoir de l'autorité sur l'ensemble de l'équipe, conception que ne partageait pas les frères fondateurs qui restent cependant propriétaires de la marque « Festival des 3 Continents » déposée à l'INPI. En 2008 et 2009, la direction du festival est assurée par Philippe Reilhac, tandis que l'enseignant Jérôme Baron et le critique Jean-Philippe Tessé, associés à la programmation depuis 2003, composent la sélection. En 2010, Jérôme Baron devient directeur artistique, assurant la continuité historique du festival. Il est entouré, à la programmation, par Charlotte Garson puis Aurélie Godet jusqu'en 2016, quand la critique et programmatrice portugaise Aisha Rahim rejoint l'équipe, à laquelle s'ajoute en 2021 la critique Florence Maillard. 
Soutenu par le public local, avec environ 25 000 spectateurs présents à chaque édition dans les différentes salles qui l'accueillent (essentiellement le Katorza et le Cinématographe), le Festival se diversifie également, tant dans sa programmation (programmation jeune public, compétition dédiée au documentaire entre 2003 et 2006, expositions...) que dans son travail d'accompagnement des films toute l'année, notamment auprès des scolaires. En parallèle, le festival s'investit dans la création avec la naissance en 2000 du séminaire « Produire au Sud », un atelier de formation pour les jeunes producteurs du Sud, sélectionnés sur projets. Ce séminaire, coordonné par Guillaume Mainguet, se déroule chaque année dans plusieurs villes du monde entier. 

## Compétition
Lors de chaque édition, deux prix sont décernés aux films de la compétition par le jury, la Montgolfière d'or (premier prix) et, depuis 1992, la Montgolfière d'argent. Le public remet un prix à l'issue d'un vote, ainsi qu'un jury composé de jeunes. Quatre cinéastes ont obtenu deux Montgolfière d'or : Hou Hsiao-hsien (Les Garçons de Fengkuei en 1983, Un été chez grand-père en 1984), Amir Naderi (Le Coureur en 1985, L'Eau, le Vent, la Terre en 1989), Abolfazl Jalili (Une histoire vraie en 1996, Delbaran en 2001) et Jia Zhang-ke (Xiao Wu, artisan pickpocket en 1998, Platform en 2000). 

## Rétrospectives, hommages et panoramas
Le Festival des 3 Continents est réputé pour ses rétrospectives, qui ont permis de révéler des cinématographies parfois inconnues en Occident, et des cinéastes majeurs. Certains cinéastes ont fait l'objet de rétrospectives intégrales, comme Glauber Rocha en 2000 ou Satyajit Ray en 2006.